# Persones desaparegudes

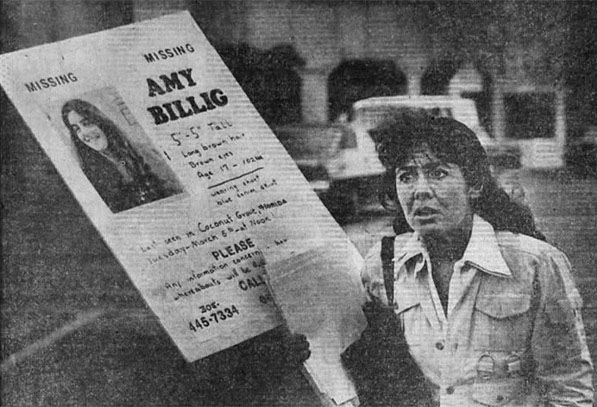
Una mare porta un cartell amb el nom de la seva filla desapareguda. Mami News, 14 de març de 1974.

Persones desaparegudes és el nom que reben aquells individus dels quals no té notícies el seu entorn proper, ja siguin víctimes del delicte de desaparició forçada o abandonin la seva llar. Així inclou:
- abandonament de menors i/o parella per part d'un progenitor
- víctimes de segrest
- detencions il·legals
- malalts mentals o persones grans que no recorden la seva adreça
- menors fugats de casa
- accidentats
- soldats morts al front
- membres captats per una secta o similar
- persones que trien l'emigració sense comunicar-ho a la família
- adopcions il·legals
- víctimes del tràfic de persones